# Dionísio (tirano de Heracleia Pôntica)
Dionísio (ca. 360 a.C. – 305 a.C.) foi um tirano da Heracleia Pôntica.

## Família
Dionísio e Timóteo eram filhos de Clearco, tirano de Heracleia Pôntica. Após o assassinato de Clearco, seu irmão, Sátiro, tornou-se tirano, mas ele tinha muito carinho pelos sobrinhos, e fez de tudo para não ter filhos, legando o poder a Timóteo quando tornou-se velho. Timóteo cuidou de Dionísio como um pai cuida do filho, e eles chegaram a governar juntos.
Ele sucedeu, no 3.o ano da 110.a olimpíada, a seu irmão Timóteo, que havia governado por quinze anos.

## Reinado
Dionísio aumentou seu poder após a vitória de Alexandre sobre os persas, Dionísio correu o risco de ser deposto, pois os exilados de Heracleia enviaram uma embaixada a Alexandre, pedindo para restaurar a democracia em Heracleia; Dionísio conseguiu o favor dos cidadãos e de Cleópatra, e se manteve no poder. Após a morte de Alexandre, por doença ou veneno, Dionísio ergueu uma estátua à deusa "Felicidade", e os exilados foram a Pérdicas pedir que o destituísse, mas ele conseguiu se manter. Pérdicas era um líder ruim, e foi morto por seus súditos; com a morte dele, as esperanças dos exilados foram extintas.
Dionísio, em seu segundo casamento, casou-se com Amástris, filha de Oxatres, irmão de Dario III. Amástris era prima de Estatira II, filha de Dario que Alexandre tomou por esposa após ter matado seu pai; elas foram criadas juntas e eram muito amigas. Quando Alexandre se casou com Estatira, ele deu Amástris em casamento a Crátero, mas quando Crátero casou-se com Fila, filha de Antípatro, Amástris, com o consentimento de Crátero, foi viver com Dionísio.
Dionísio ajudou Antígono Monoftalmo quando este atacou Chipre, e, como recompensa, recebeu Ptolemeu, sobrinho de Antígono e general de suas forças no Helesponto, como marido de uma filha que ele teve de seu primeiro casamento. Depois destas honras, ele abandonou o título de tirano e assumiu o título de rei.
Quando se sentiu livre de preocupações, viveu uma vida de luxo, engordando ao ponto de ter de ser acordado com dificuldades, através de agulhas, para tirá-lo do torpor. Ele teve dois filhos com Amástris, Clearco, Oxatres e uma filha com o mesmo nome da mãe.
Quando ele estava quase morrendo, deixou Amástris no governo, como guardiã dos filhos.
Dionísio governou por trinta e dois anos, sendo sucedido por seus filhos Oxatres e Clearco.